# Antoni Sardà
Antoni Sardà i Moltó (Reus, 1901 - ibídem, 1978) fue un arquitecto español.

## Biografía
Se tituló en 1925. Fue asesor técnico de la Cámara de la Propiedad Urbana de Barcelona hasta 1929, cuando se trasladó a Reus, donde fue nombrado arquitecto municipal en sustitución de Pere Caselles, cargo que mantuvo durante 49 años, a excepción del período de la Guerra Civil, cuando pasó al bando franquista y fue sustituido por Josep Simó i Bofarull.
Para la Exposición Internacional de Barcelona de 1929 fue autor del Palacio de la Química, situado en la avenida de Montanyans, junto al Palacio de las Diputaciones. Con una superficie de 4500 m², fue conocido inicialmente como Palacio de los Deportes, por estar destinado a mostrar material deportivo, pero en el último momento se cambió su función para dedicarlo a la industria química. De estilo clásico, la fachada principal estaba dividida en tres secciones, la central con una columnata de acceso y una cúpula nervada sobre un tambor decagonal. Desde 1932 hasta abril de 1962 –en que fue destruido por un incendio– fue sede de los Estudios Cinematográficos Orphea.
En Reus fue autor del edificio del Mercado Central de Reus, de la remodelación de la fachada del Ayuntamiento y del edificio de la Mutua Reddis, entre otros. Impulsó los primeras Ferias de Muestras, y planificó algunos de los primeros barrios de la ciudad, como los de Fortuny, Montserrat o Gaudí.
También es el autor del proyecto del monumento al Dr. Jaime Ferrán y Clúa que hay en Corbera de Ebro.